# 约讷河畔吕西
約訥河畔吕西（法語：Lucy-sur-Yonne，法語發音：[lysi syʁ jɔn]）是法国勃艮第-弗朗什-孔泰大区约讷省的一个市镇，属于欧塞尔区。

## 地理
约讷河畔吕西（47°31'27"N, 3°34'59"E）面积8.19 平方千米，位于法国勃艮第-弗朗什-孔泰大區约讷省，该省份为法国中北部内陆省份，西接卢瓦雷省，西北接塞纳-马恩省，南至涅夫勒省，东临科多尔省，东北与奥布省接壤。
与约讷河畔吕西接壤的市镇（或旧市镇、城区）包括：克兰、普索、约讷河畔库朗日、约讷河畔利谢尔。

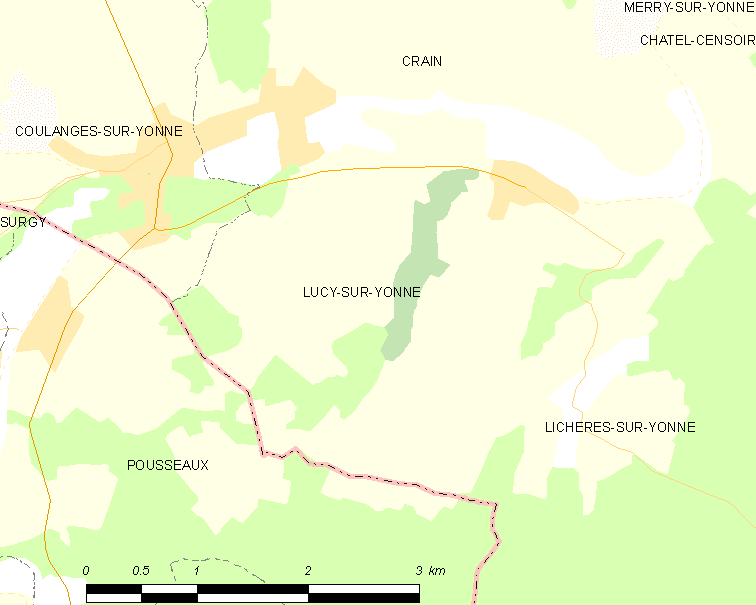
约讷河畔吕西的OSM定位图

约讷河畔吕西的时区为UTC+01:00、UTC+02:00（夏令时）。

## 行政
约讷河畔吕西的邮政编码为89480，INSEE市镇编码为89234。

## 政治
约讷河畔吕西所属的省级选区为茹拉维尔县。

## 人口

1962-2008年间约讷河畔吕西人口变化图示

约讷河畔吕西于2022年1月1日时的人口数量为119人。